# センプラ・エナジー
センプラ（英: Sempra）は、ガスおよび電力会社を傘下に保有するアメリカ合衆国の持株会社。カリフォルニア州・サンディエゴに本拠を置き、同州およびテキサス州を中心に事業を展開している。ニューヨーク証券取引所上場企業（NYSE: SRE）。

## 沿革
1998年6月、ロサンゼルスに本拠を置くPacific Enterprisesが、Enova Corporationとの経営統合を行うことにより設立された。Pacific Enterprisesのルーツは、C.O.G.MillerとWalter B. Clineにより、1886年にシーメンス製のガスランプの販売を目的としてサンフランシスコで設立されたPacific Lighting Companyに遡る。同社は3年後にロサンゼルスのガスプラントを買収し、1904年にロサンゼルス・ガス・カンパニー（Los Angeles Gas Company）などダウンタウン地域の電気・ガス事業を統合、Pacific Lighting Corporationとなった。世界恐慌の際にロサンゼルス市の要請を受け同地域の電力事業を売却したが、この期間もガス会社の買収は続き、カリフォルニア州最大の天然ガス事業者として拡大を続けた。
第二次世界大戦中から天然ガスの需要が高まったため、1947年にテキサス州とカリフォルニア州を結ぶガスパイプラインを完成させ、カリフォルニア州外から多くの天然ガスを供給できる体制を構築、1965年に本社をロサンゼルスに移したが再びガスの供給が逼迫したため、1960年代後半から1970年代にかけて、カナダやアラスカ州へ天然ガスの供給源を拡げるプロジェクトが続けられた。1970年代にLNGプラントの建設に着手、また燃料価格の上昇に苦しんだこの時期は、公益事業以外への事業の多角化を模索しドラッグストアやスポーツ用品店の経営にも進出、1988年にPacific Enterprisesへと社名を変更、またこの時期にMiller一族による経営が終了した。
1991年に経営を継いだWillis B. Wood Jr.は、再び公益事業に焦点を絞る方針を打ち出し、1996年10月にアメリカおよびメキシコで事業を展開するEnova Corporationとの経営統合を発表、2年後に統合が完了した。2013年、メキシコ部門のIEnovaがメキシコ証券取引所で株式公開を実施、2018年、テキサス州最大の送配電事業者であるOncor Electric Delivery Companyの株式を買収し傘下に置いた。なお、ペルーのLuz Del SurとチリのChilquinta Energíaを1999年にそれぞれ買収し南米の電力事業を行っていたが、2019年に両社の売却を発表した。

## 現在
南米事業売却前における売上では、電力事業が約55％、ガス事業が約45％の割合となっており、南米の電力事業売却後は再びガス事業が電力事業を上回る見込みとなっている。南米事業売却後の主な子会社の構成は以下となっている。
- サンディエゴ・ガス・アンド・エレクトリック（San Diego Gas & Electric、通称SDG&E、サンディエゴ地域を中心とする電力およびガス事業）
- サザン・カリフォルニア・ガス（Southern California Gas Company、通称SoCalGas、ロサンゼルス地域を中心とするガス事業）
- Oncor Electric Delivery Company（テキサス州を中心とする送電事業）
- Sempra LNG（液化天然ガス部門）
- IEnova（メキシコ部門）

## センプラ・エナジーと日本
2012年に三井物産などの日本企業が、センプラ・エナジーの出資するLNGの輸出プロジェクトへの参画計画を発表、同プロジェクトは三菱商事・日本郵船・トタルとの共同プロジェクトとなり、2019年に輸出施設が完成、LNGが東京電力や東北電力、東邦ガスなどに輸出販売されることになった。